# Enjoei
O enjoei é uma empresa brasileira de comércio eletrônico que oferece soluções de consumo colaborativo. Atualmente, conta com cerca de 7,5 milhões de usuários cadastrados em sua plataforma, e têm foco principalmente no setor móvel, que também produz e oferece conteúdos em diversos formatos, com destaque na divulgação em redes sociais. Os produtos mais vendidos no site são vestidos, calças e blusas usadas. Destaca-se pelos anúncios humorados e uso de web celebridades, atrizes e até uma integrante da Família Imperial Brasileira em suas lojas.

## História
A empresa foi criada em abril de 2009 em São Paulo, São Paulo. Fundado em formato de blog por Ana Luiza McLaren e Tiê de Lima o site vendia as roupas usadas do casal e de amigos. Com o passar do tempo, aumento da demanda e experiência prévia em comércio virtual de seus fundadores transformou-se em loja virtual em 2012. Neste ano faturou 3 milhões de reais, atraindo investimentos externos.
Inicialmente recebeu dois aportes em 2013 e 2014, o primeiro da Monashees Capital (3 milhões de dólares) e o segundo da Bessemer Venture Partner respectivamente, totalizando 25 milhões de reais. Após o somatório faturou 30 milhões de reais em 2014, com aumento de lucros e do número de vendedores nos anos posteriores, chegando a 200 mil lojas internas em 2015.
Em 2014 ocorre o lançamento do aplicativo para celular disponível para sistemas Android, Windows Phone e iOS. Um ano depois houve o início do Projeto Ponta-a-Ponta que constitui a venda de produtos de terceiros por afiliados do site, recebendo outros investimentos externos. Neste mesmo ano, atingiu trinta milhões de reais de faturamento.
Em 2016 o site iniciou a parceria com o canal de televisão GNT com lançamento da série Desengaveta, apresentada por Fernanda Paes Leme. Além disso, iniciou a primeira campanha publicitária de sua história para esta mídia, com o slogan: "amei, usei, Enjoei.com".
O Enjoei lançou no ano de 2018 um novo produto também focado no comércio colaborativo, o Enjoei Pro. 
O site prepara o início de atividades na Argentina no final de 2016 com o site “yafue.com”.
Em junho de 2018 anunciou o serviço enjoei pro, em que seus usuários enviam seus produtos para um depósito de distribuição do próprio site para que guarde e gerencie o envio da encomenda para o comprador.
A empresa está localizada em Embu das Artes, São Paulo e conta com 12 estúdios de fotografia, cerca de 35 funcionários e tem capacidade para receber até 1 milhão de peças.